# Толстопятов, Михаил Александрович
Михаил Александрович Толстопятов (1836—1890) — русский минералог, заслуженный профессор и декан физико-математического факультета Московского университета.

## Биография
Сын чиновника, родился 5 (17) сентября 1835 года в Васильсурске Нижегородской губернии.
Учился в 3-й московской гимназии (не окончил). Получил высшее образование на физико-математическом факультете Московского университета (1854—1859), по окончании которого первым кандидатом был оставлен при кафедре минералогии и геологии профессора Г. Е. Щуровского. С августа 1859 года исполнял должность преподавателя естественной истории в Московской практической академии (утверждён в должности в ноябре 1860 года, преподавал до декабря 1864 года).
С 1861 года читал лекции по минералогии в Московском университете. Исследовал главным образом кристаллообразовательные процессы. Этому вопросу посвящены его магистерская диссертация «О причинах гетероморфизма углекислой извести» (М., 1867) и докторская «Общие задачи учения о кристаллогенезисе». Изучал включения в ильменских топазах, отмечал что турмалины, находящиеся в виде включений в топазе и на его поверхности, сильно отличаются друг от друга. Известность в России и за границей получила его публичная лекция «Иллюзии, скептицизм и чаяния естествоиспытателя».
Заведовал Малым минералогическим кабинетом (1863—1869), организовал при кафедре минералогии химическую лабораторию. В 1864 году полгода находился в командировке в Европе. После защиты магистерской диссертации в 1867 году был утверждён в должности доцента. Защитил докторскую диссертацию (1869) «Общие задачи учения о кристаллогенезисе» и был назначен и. о. экстраординарного профессора Московского университета по кафедре минералогии (утверждён в должности в 1870) — заведовал кафедрой до своей кончины. С марта 1872 года — ординарный профессор. С 20 октября 1885 по январь 1887 года — декан физико-математического факультета Московского университета. С ноября 1886 года — Заслуженный профессор Московского университета. Вышел на пенсию в октябре 1889 года по выслуге лет.
Занимался вопросами, относящимися к теории реального кристалла; не удовлетворяясь изучением внешней формы кристаллов, разрезал последние и изучал их внутренние области; открыл «криптопирамиды», являющиеся результатом движения растущих граней кристаллов, установил влияние количественного отношения растворов на характер кристаллического осадка; высказал предположение, что мраморы могли образоваться из мела путём метаморфического молекулярного перемещения без участия плутонических агентов. Создал хорошую коллекцию минералов и кристаллографических препаратов при минералогическом кабинете Московского университета.
Был вице-президентом Московского общества испытателей природы.
В последние годы жизни готовил труд, посвящённый особенностям строения кристаллов топаза и других силикатов, который не был окончен. Умер в Москве 11 (23) апреля 1890 года. Похоронен на кладбище Новодевичья монастыря.

## Семья
- Брат — Алексей
- сын — Владимир (1873 — не ранее 1947) — инженер-железнодорожник, профессор, доктор технических наук (1937), общественный деятель[4]
- сын — Анатолий (1878—1945) — морской офицер, затем священнослужитель, архиепископ Александр
- дочь — Ксения (1875—1892).